# Ixorida vidua
Ixorida vidua är en skalbaggsart som beskrevs av Wallace 1867. Ixorida vidua ingår i släktet Ixorida och familjen Cetoniidae. Inga underarter finns listade i Catalogue of Life.